# Cal Torreta de Sant Guim de Freixenet
Cal Torreta de Sant Guim de Freixenet és un edifici de Sant Guim de Freixenet (Segarra) inclosa a l'Inventari del Patrimoni Arquitectònic de Catalunya.

## Descripció
És un edifici plurifamiliar situat dins del nucli urbà del poble, de planta rectangular, estructurat en planta baixa, primer i segon pis i coberta exterior a quatre vessants amb ràfec de pedra motllurada al voltant de tot el seu perímetre. Tant la façana que s'obre al C/ Major com la façana que s'obre al C/ Sant Antoni Mª Claret presenten un parament de carreus rectangulars i quadrats, amb un treball encoixinat i disposats en filades, tot diferenciant l'ús de carreus de mida més gran al sòcol que recorre el seu perímetre. També, ambdós façanes presenten un mateix estil decoratiu.
Destaca l'ús de cornises motllurades amb pedra com a línia de separació dels diferents nivells de l'edifici. També s'utilitza maó com a decoració a les obertures amb arc rebaixat, i situades en portes d'accés, així com, en les franges verticals que franquegen ambdós costats de les façanes. Tanmateix aquestes, presenten diferències notables respecte a la distribució de les seves obertures. Així doncs, la façana que s'obre al C/ Major, disposa a la planta baixa dos grans portes, que originàriament donaven accés a magatzems i que actualment s'utilitzen com a locals comercials; i als seu primer i segon pis, es disposen dos dobles balcons geminats. La façana que s'obre al C/ Sant Antoni Mª Claret, trobem la porta d'accés a l'habitatge plurifamiliar, amb una duplicació d'obertures a la planta baixa situades en dos nivells. Molt diferent és l'obra de façana situada al C/ Joan Bòria que presenta un senzill parament arrebossat, sense cap mena de decoració.

## Història
L'origen del poble de Sant Guim de Freixenet es troba en la construcció de la línia del tren que havia d'unir Barcelona amb Saragossa i amb ella l'establiment de l'estació el 1885. Aquest fet suposà un desenvolupament urbanístic que no parà fins als anys 30 del segle xx, en què es construïren les principals vies de comunicació i serveis bàsics. En un primer moment aquest poble fou conegut com el barri de l'Estació de Sant Guim, després com Sant Guim de l'Estació. Durant la Guerra civil se'l coneixia com a Pineda de Segarra.